# Albert Villaró i Boix
Albert Villaró i Boix (la Seu d'Urgell, 5 de març de 1964) és un historiador i escriptor andorrà. Fou director de Cultura i també d'Arxius, Patrimoni i Recerca del comú d'Andorra la Vella. Actualment és coordinador de la secció d'història d'Andorra Recerca + Innovació col·labora amb una columna diària al Diari d'Andorra.

## Obra publicada

### Narrativa breu
- 1993: La selva moral
- 2013: La selva moral 2.0

### Novel·la
- 2000: Les ànimes sordes
- 2003: Obaga
- 2003: L'any dels francs
- 2006: Blau de Prússia[3]
- 2010: La primera pràctica
- 2012: L'escala del dolor
- 2013: Els ambaixadors[4][5]
- 2015: La bíblia andorrana[6][7]
- 2018: El sindicat de l'oblit
- 2020: La Companyia Nòrdica[8][9]
- 2024: Tercer origen[10]

### No ficció
- 1995: Hèrcules i la ciutat: un passeig per la història de La Seu
- 1998: Els quatre pilans
- 2000: Estamariu: respostes al qüestionari de Francisco de Zamora
- 2009: Le somni de Carlemany (música impresa)
- 2011: Nova descripció del Principat i valls d'Andorra
- 2012: Unes memòries possibles del Doctor Molines
- 2018: Manual digest de les Valls Neutres d'Andorra, d'Antoni Fiter i Rossell (editor)

### Infantil
- 2017: La Clara i la sopa de lletres